# Phlegmariurus engleri
Phlegmariurus engleri är en lummerväxtart som först beskrevs av Georg Hans Emmo Emo Wolfgang Hieronymus och Wilhelm Guillermo Gustav o Franz Francis Herter, och fick sitt nu gällande namn av B. Øllg. Phlegmariurus engleri ingår i släktet Phlegmariurus och familjen lummerväxter. Inga underarter finns listade i Catalogue of Life.